# مانفرد شفر
مانفرد شفر (آلمانی: Manfred Schaefer؛ زادهٔ ۱۲ فوریهٔ ۱۹۴۳) بازیکن و مربی فوتبال آلمانی‌تبار اهل استرالیا بود.
وی همچنین در تیم ملی فوتبال استرالیا بازی کرده‌است.